# Alireza Mousavi
Alireza Mousavi (Isfahán, 27 de abril de 1990) es un jugador de balonmano iraní que juega de pívot en el Steaua Bucarest de la Liga Națională. Es internacional con la selección de balonmano de Irán.

## Palmarés

### Dinamo Bucarest
- Liga Națională (6): 2016, 2017, 2018, 2019, 2021, 2022
- Copa de Rumania de balonmano (2): 2017, 2020

## Clubes
- Sepahan ( -2013)
- MKB Veszprém (2013-2014)
- PLER KC (2013-2014) (cedido)
- Tatabánya KC (2014-2015)
- CS Dinamo București (2015-2022)
- Steaua Bucarest (2022- )